# Middle European League 2022-2023 (maschile)
La Middle European League 2022-2023, 18ª edizione della Middle European League maschile di pallavolo, si è svolta dal 1º novembre 2022 al 17 marzo 2023: al torneo hanno partecipato undici squadre di club appartenenti a federazioni afferenti alla MEVZA e la vittoria finale è andata per la tredicesima volta, la quinta consecutiva, all'ACH Volley.

## Regolamento

### Formula
La formula ha previsto:
- Fase a gironi, disputata con girone all'italiana, con gare di sola andata, concentrate su cinque turni: al termine, le prime quattro classificate hanno avuto accesso alla fase a eliminazione diretta.
- Fase a eliminazione diretta, disputata con semifinali, giocate con gare di andata e ritorno, e finale, giocata con gara unica[2].

### Criteri di classifica
Se il risultato finale è stato di 3-0 o 3-1 sono stati assegnati 3 punti alla squadra vincente e 0 a quella sconfitta, se il risultato finale è stato di 3-2 sono stati assegnati 2 punti alla squadra vincente e 1 a quella sconfitta.
L'ordine del posizionamento in classifica è stato definito in base a:
- Numero di partite vinte;
- Punti;
- Ratio dei set vinti/persi;
- Ratio dei punti realizzati/subiti;
- Risultati degli scontri diretti[2].

## Squadre partecipanti
- Aich/Dob
- Amstetten
- Raiffeisen Waldviertel
- HAOK Mladost
- Mladost Kaštela
- Mursa Osijek

- Spartak Komárno
- Spartak Myjava
- ACH Volley
- Kamnik
- Maribor

## Torneo

### Fase a gironi

#### Risultati
Primo turno
| 1º novembre 2022 Stadthalle Zwettl, Zwettl Durata: 1h:13 - Spettatori: 322 | Raiffeisen Waldviertel | 0 - 3 | ACH Volley      | 21-25, 16-25, 18-25               |
| 1º novembre 2022 Stadthalle Zwettl, Zwettl Durata: 1h:07 - Spettatori: 223 | HAOK Mladost           | 3 - 0 | Spartak Komárno | 25-16, 25-14, 25-22               |
| 1º novembre 2022 Športna dvorana, Kamnik Durata: 1h:33 - Spettatori: 20    | Mladost Kaštela        | 1 - 3 | Spartak Myjava  | 23-25, 18-25, 25-21, 17-25        |
| 1º novembre 2022 Športna dvorana, Kamnik Durata: 1h:53 - Spettatori: 120   | Kamnik                 | 3 - 2 | Aich/Dob        | 21-25, 25-19, 25-16, 19-25, 15-10 |
| 1º novembre 2022 Dvorana Tabor, Maribor Durata: 1h:17 - Spettatori:        | Maribor                | 3 - 0 | Mursa Osijek    | 25-17, 26-24, 25-21               |
| 2 novembre 2022 Stadthalle Zwettl, Zwettl Durata: 1h:18 - Spettatori: 25   | ACH Volley             | 3 - 0 | Spartak Komárno | 25-21, 25-21, 25-19               |
| 2 novembre 2022 Stadthalle Zwettl, Zwettl Durata: 1h:41 - Spettatori: 272  | Raiffeisen Waldviertel | 3 - 1 | HAOK Mladost    | 25-21, 20-25, 25-14, 25-18        |
| 2 novembre 2022 Športna dvorana, Kamnik Durata: 1h:11 - Spettatori: 10     | Mladost Kaštela        | 0 - 3 | Aich/Dob        | 24-26, 15-25, 20-25               |
| 2 novembre 2022 Športna dvorana, Kamnik Durata: 1h:01 - Spettatori: 100    | Kamnik                 | 3 - 0 | Spartak Myjava  | 25-18, 25-18, 25-16               |
| 2 novembre 2022 Dvorana Tabor, Maribor Durata: 1h:45 - Spettatori: 20      | Mursa Osijek           | 3 - 1 | Amstetten       | 22-25, 25-23, 25-23, 25-18        |
| 3 novembre 2022 Stadthalle Zwettl, Zwettl Durata: 1h:09 - Spettatori: 48   | ACH Volley             | 3 - 0 | HAOK Mladost    | 25-15, 25-19, 25-20               |
| 3 novembre 2022 Stadthalle Zwettl, Zwettl Durata: 1h:13 - Spettatori: 238  | Raiffeisen Waldviertel | 3 - 0 | Spartak Komárno | 25-21, 25-16, 25-21               |
| 3 novembre 2022 Športna dvorana, Kamnik Durata: 1h:05 - Spettatori: 30     | Spartak Myjava         | 0 - 3 | Aich/Dob        | 17-25, 21-25, 19-25               |
| 3 novembre 2022 Športna dvorana, Kamnik Durata: 1h:06 - Spettatori: 120    | Kamnik                 | 3 - 0 | Mladost Kaštela | 25-19, 25-19, 25-19               |
| 3 novembre 2022 Dvorana Tabor, Maribor Durata: 1h:22 - Spettatori: 120     | Maribor                | 3 - 0 | Amstetten       | 26-24, 25-23, 25-22               |

Secondo turno
| 22 novembre 2022 Hala Tivoli, Lubiana Durata: 1h:45 - Spettatori: 80                 | ACH Volley      | 3 - 1 | Kamnik                 | 23-25, 25-22, 25-19, 27-25        |
| 22 novembre 2022 Dom odbojke Bojan Stranić, Zagabria Durata: 1h:09 - Spettatori: 60  | HAOK Mladost    | 3 - 0 | Mladost Kaštela        | 25-17, 25-22, 25-18               |
| 22 novembre 2022 Mestská športová hala, Komárno Durata: 1h:20 - Spettatori: 200      | Spartak Komárno | 3 - 0 | Spartak Myjava         | 25-20, 27-25, 33-31               |
| 23 novembre 2022 Hala Tivoli, Lubiana Durata: 1h:35 - Spettatori: 80                 | Kamnik          | 3 - 1 | Maribor                | 18-25, 25-19, 25-16, 25-22        |
| 23 novembre 2022 Dom odbojke Bojan Stranić, Zagabria Durata: 1h:09 - Spettatori: 80  | Mursa Osijek    | 3 - 0 | Mladost Kaštela        | 25-19, 25-17, 25-22               |
| 23 novembre 2022 Mestská športová hala, Komárno Durata: 1h:22 - Spettatori: 20       | Spartak Myjava  | 3 - 1 | Amstetten              | 19-25, 25-19, 25-18, 25-13        |
| 23 novembre 2022 JUFA Arena, Bleiburg Durata: 1h:14 - Spettatori: 200                | Aich/Dob        | 3 - 0 | Raiffeisen Waldviertel | 25-14, 25-21, 27-25               |
| 24 novembre 2022 Hala Tivoli, Lubiana Durata: 1h:07 - Spettatori: 30                 | ACH Volley      | 3 - 0 | Maribor                | 25-23, 25-16, 25-18               |
| 24 novembre 2022 Dom odbojke Bojan Stranić, Zagabria Durata: 2h:11 - Spettatori: 100 | HAOK Mladost    | 3 - 2 | Mursa Osijek           | 19-25, 25-21, 22-25, 25-22, 22-20 |
| 24 novembre 2022 Mestská športová hala, Komárno Durata: 1h:36 - Spettatori: 200      | Spartak Komárno | 3 - 1 | Amstetten              | 25-20, 24-26, 25-15, 26-24        |

Terzo turno
| 27 dicembre 2022 Johann-Pölz-Halle, Amstetten Durata: 1h:07 - Spettatori: 100       | Amstetten              | 0 - 3 | ACH Volley      | 17-25, 15-25, 15-25               |
| 27 dicembre 2022 Dvorana Tabor, Maribor Durata: 1h:43 - Spettatori: 150             | Maribor                | 3 - 1 | Aich/Dob        | 25-27, 25-11, 25-22, 25-20        |
| 27 dicembre 2022 Stadthalle Zwettl, Zwettl Durata: 1h:38 - Spettatori: 356          | Raiffeisen Waldviertel | 1 - 3 | Spartak Myjava  | 28-26, 17-25, 16-25, 20-25        |
| 28 dicembre 2022 Johann-Pölz-Halle, Amstetten Durata: 1h:02 - Spettatori: 50        | ACH Volley             | 3 - 0 | Mladost Kaštela | 25-12, 25-17, 25-13               |
| 13 dicembre 2022 Dom odbojke Bojan Stranić, Zagabria Durata: 1h:07 - Spettatori: 50 | HAOK Mladost           | 0 - 3 | Kamnik          | 21-25, 19-25, 18-25               |
| 28 dicembre 2022 Dvorana Tabor, Maribor Durata: 1h:29 - Spettatori: 50              | Spartak Komárno        | 1 - 3 | Aich/Dob        | 18-25, 25-21, 14-25, 24-26        |
| 28 dicembre 2022 Stadthalle Zwettl, Zwettl Durata: 1h:04 - Spettatori: 35           | Spartak Myjava         | 0 - 3 | Mursa Osijek    | 13-25, 17-25, 12-25               |
| 29 dicembre 2022 Johann-Pölz-Halle, Amstetten Durata: 1h:12 - Spettatori: 80        | Amstetten              | 3 - 0 | Mladost Kaštela | 25-17, 26-24, 25-18               |
| 29 dicembre 2022 Dvorana Tabor, Maribor Durata: 2h:03 - Spettatori: 150             | Maribor                | 2 - 3 | Spartak Komárno | 24-26, 25-20, 22-25, 25-15, 16-18 |
| 29 dicembre 2022 Stadthalle Zwettl, Zwettl Durata: 1h:55 - Spettatori: 384          | Raiffeisen Waldviertel | 3 - 1 | Mursa Osijek    | 20-25, 25-23, 25-21, 25-21        |

Quarto turno
| 17 gennaio 2023 JUFA Arena, Bleiburg Durata: 1h:13 - Spettatori:                 | Aich/Dob        | 3 - 0 | HAOK Mladost           | 26-24, 25-21, 25-11               |
| 17 gennaio 2023 NŠD Gradski vrt, Osijek Durata: 1h:58 - Spettatori: 80           | Mursa Osijek    | 3 - 2 | Spartak Komárno        | 27-25, 23-25, 25-18, 19-25, 18-16 |
| 24 gennaio 2023 Gradska dvorana Kaštela, Castelli Durata: 1h:41 - Spettatori: 60 | Mladost Kaštela | 1 - 3 | Raiffeisen Waldviertel | 19-25, 19-25, 25-23, 23-25        |
| 19 gennaio 2023 Mestská športová hala, Myjava Durata: 1h:07 - Spettatori:        | Spartak Myjava  | 0 - 3 | ACH Volley             | 20-25, 23-25, 16-25               |
| 18 gennaio 2023 JUFA Arena, Bleiburg Durata: 1h:50 - Spettatori: 25              | HAOK Mladost    | 3 - 2 | Amstetten              | 23-25, 20-25, 25-14, 25-16, 15-12 |
| 18 gennaio 2023 NŠD Gradski vrt, Osijek Durata: 1h:04 - Spettatori: 30           | Kamnik          | 0 - 3 | Spartak Komárno        | 23-25, 20-25, 23-25               |
| 25 gennaio 2023 Gradska dvorana Kaštela, Castelli Durata: 1h:17 - Spettatori: 50 | Maribor         | 3 - 0 | Raiffeisen Waldviertel | 25-21, 25-22, 25-18               |
| 19 gennaio 2023 JUFA Arena, Bleiburg Durata: 1h:07 - Spettatori:                 | Aich/Dob        | 3 - 0 | Amstetten              | 25-19, 25-17, 25-22               |
| 19 gennaio 2023 NŠD Gradski vrt, Osijek Durata: 1h:08 - Spettatori: 150          | Mursa Osijek    | 0 - 3 | Kamnik                 | 23-25, 19-25, 11-25               |
| 26 gennaio 2023 Gradska dvorana Kaštela, Castelli Durata: 1h:01 - Spettatori:    | Mladost Kaštela | 0 - 3 | Maribor                | 16-25, 14-25, 11-25               |

Quinto turno
| 31 gennaio 2023 Hala Tivoli, Lubiana Durata: 1h:09 - Spettatori: 50           | ACH Volley             | 3 - 0 | Aich/Dob               | 25-18, 25-16, 25-22               |
| 31 gennaio 2023 Mestská športová hala, Myjava Durata: 1h:31 - Spettatori:     | Spartak Myjava         | 1 - 3 | Maribor                | 19-25, 16-25, 25-20, 21-25        |
| 31 gennaio 2023 Športna dvorana, Kamnik Durata: 1h:10 - Spettatori: 100       | Kamnik                 | 3 - 0 | Amstetten              | 25-13, 25-22, 25-23               |
| 1º febbraio 2023 Hala Tivoli, Lubiana Durata: 1h:49 - Spettatori: 20          | Mursa Osijek           | 3 - 2 | Aich/Dob               | 17-25, 25-19, 22-25, 25-18, 15-12 |
| 1º febbraio 2023 Mestská športová hala, Myjava Durata: 2h:03 - Spettatori: 30 | Maribor                | 2 - 3 | HAOK Mladost           | 25-19, 25-15, 20-25, 21-25, 17-19 |
| 1º febbraio 2023 Mestská športová hala, Komárno Durata: - Spettatori:         | Spartak Komárno        | 3 - 0 | Mladost Kaštela        | 25-0, 25-0, 25-0                  |
| 1º febbraio 2023 Športna dvorana, Kamnik Durata: 1h:33 - Spettatori: 20       | Raiffeisen Waldviertel | 3 - 1 | Amstetten              | 25-23, 25-10, 22-25, 25-18        |
| 2 febbraio 2023 Hala Tivoli, Lubiana Durata: 1h:09 - Spettatori: 15           | ACH Volley             | 3 - 0 | Mursa Osijek           | 25-23, 25-21, 25-21               |
| 2 febbraio 2023 Mestská športová hala, Myjava Durata: 1h:36 - Spettatori: 148 | Spartak Myjava         | 3 - 1 | HAOK Mladost           | 25-23, 26-28, 25-17, 25-20        |
| 2 febbraio 2023 Športna dvorana, Kamnik Durata: 1h:45 - Spettatori: 27        | Kamnik                 | 3 - 1 | Raiffeisen Waldviertel | 20-25, 25-23, 25-19, 25-21        |

#### Classifica
| Pos. | Squadra                | Pt | G  | V  | P  | SV | SP | Ratio  | PF  | PS  | Ratio |
| ---- | ---------------------- | -- | -- | -- | -- | -- | -- | ------ | --- | --- | ----- |
| 1.   | ACH Volley             | 30 | 10 | 10 | 0  | 30 | 1  | 30,000 | 775 | 587 | 1,320 |
| 2.   | Kamnik                 | 23 | 10 | 8  | 2  | 25 | 10 | 2,500  | 825 | 718 | 1,149 |
| 3.   | Aich/Dob               | 20 | 10 | 6  | 4  | 23 | 13 | 1,769  | 806 | 755 | 1,068 |
| 4.   | Maribor                | 20 | 10 | 6  | 4  | 23 | 14 | 1,643  | 856 | 769 | 1,113 |
| 5.   | Spartak Komárno        | 15 | 10 | 5  | 5  | 18 | 18 | 1,000  | 800 | 773 | 1,035 |
| 6.   | Raiffeisen Waldviertel | 15 | 10 | 5  | 5  | 17 | 19 | 0,895  | 805 | 811 | 0,993 |
| 7.   | Mursa Osijek           | 14 | 10 | 5  | 5  | 18 | 20 | 0,900  | 846 | 831 | 1,018 |
| 8.   | HAOK Mladost           | 12 | 10 | 5  | 5  | 17 | 21 | 0,810  | 808 | 844 | 0,957 |
| 9.   | Spartak Myjava         | 12 | 10 | 4  | 6  | 13 | 22 | 0,591  | 759 | 807 | 0,941 |
| 10.  | Amstetten              | 4  | 10 | 1  | 9  | 9  | 27 | 0,333  | 725 | 856 | 0,847 |
| 11.  | Mladost Kaštela        | 0  | 10 | 0  | 10 | 2  | 30 | 0,067  | 542 | 796 | 0,681 |

      Qualificata alla fase a eliminazione diretta.

### Fase a eliminazione diretta

#### Tabellone
|  | Semifinali | Semifinali | Semifinali | Semifinali |   |   | Finale     | Finale | Finale |  |
|  |            |            |            |            |   |   |            |        |        |  |
|  | 1          | ACH Volley | 3          | 3          |   |   |            |        |        |  |
|  | 1          | ACH Volley | 3          | 3          |   |   |            |        |        |  |
|  | 4          | Maribor    | 1          | 0          |   |   |            |        |        |  |
|  | 4          | Maribor    | 1          | 0          |   | 1 | ACH Volley | 3      |        |  |
|  |            |            |            |            |   | 1 | ACH Volley | 3      |        |  |
|  |            |            | 2          | Kamnik     | 1 |   |            |        |        |  |
|  | 2          | Kamnik     | 2          | Kamnik     | 1 | 3 | 3          |        |        |  |
|  | 2          | Kamnik     |            |            |   |   |            |        |        |  |
|  | 3          | Aich/Dob   | 1          | 2          |   |   |            |        |        |  |

#### Risultati

##### Semifinali
Andata
| 22 febbraio 2023 Dvorana Tabor, Maribor Durata: 1h:45 - Spettatori: 200 | Maribor  | 1 - 3 | ACH Volley | 20-25, 25-21, 15-25, 20-25 |
| 23 febbraio 2023 JUFA Arena, Bleiburg Durata: 1h:40 - Spettatori: 500   | Aich/Dob | 1 - 3 | Kamnik     | 22-25, 22-25, 25-17, 24-26 |

Ritorno
| 1º marzo 2023 Hala Tivoli, Lubiana Durata: 1h:08 - Spettatori: 100    | ACH Volley | 3 - 0 | Maribor  | 25-22, 25-12, 25-16               |
| 1º marzo 2023 Športna dvorana, Kamnik Durata: 1h:57 - Spettatori: 112 | Kamnik     | 3 - 2 | Aich/Dob | 25-21, 21-25, 18-25, 25-21, 15-10 |

##### Finale
| 17 marzo 2023 Športna dvorana, Kamnik Durata: 1h:42 - Spettatori: 450 | Kamnik | 1 - 3 | ACH Volley | 25-23, 18-25, 22-25, 23-25 |

## Classifica finale
| Pos | Squadra                |
| --- | ---------------------- |
| Oro | ACH Volley             |
| 2   | Kamnik                 |
| 3   | Aich/Dob               |
| 4   | Maribor                |
| 5   | Spartak Komárno        |
| 6   | Raiffeisen Waldviertel |
| 7   | Mursa Osijek           |
| 8   | HAOK Mladost           |
| 9   | Spartak Myjava         |
| 10  | Amstetten              |
| 11  | Mladost Kaštela        |

## Statistiche
| Rendimento individuale | Rendimento individuale | Rendimento individuale | Rendimento individuale |
| Pos.                   | Nome                   | Punti                  | Squadra                |
| ---------------------- | ---------------------- | ---------------------- | ---------------------- |
| 1                      | Žiga Donik             | 177                    | Maribor                |
| 2                      | Connor McConnel        | 165                    | Maribor                |
| 3                      | Danilo Vuković         | 161                    | Mursa Osijek           |
| 4                      | Nikola Ǵorǵiev         | 152                    | ACH Volley             |
| 5                      | Nik Mujanović          | 140                    | Kamnik                 |
| 6                      | Tobiáš Viskup          | 139                    | Spartak Myjava         |
| 7                      | Rok Bračko             | 135                    | Maribor                |
| 8                      | Danijel Koncilja       | 134                    | ACH Volley             |
| 9                      | Stefan Kaibald         | 131                    | Aich/Dob               |
| 10                     | Luis Sosa              | 124                    | Kamnik                 |

| Attacchi vincenti | Attacchi vincenti | Attacchi vincenti | Attacchi vincenti |
| Pos.              | Nome              | Punti             | Squadra           |
| ----------------- | ----------------- | ----------------- | ----------------- |
| 1                 | Žiga Donik        | 160               | Maribor           |
| 2                 | Nikola Ǵorǵiev    | 143               | ACH Volley        |
| 3                 | Connor McConnel   | 141               | Maribor           |
| 3                 | Danilo Vuković    | 141               | Mursa Osijek      |
| 5                 | Nik Mujanović     | 121               | Kamnik            |
| 6                 | Stefan Kaibald    | 113               | Aich/Dob          |
| 7                 | Rok Bračko        | 109               | Maribor           |
| 7                 | Luis Sosa         | 109               | Kamnik            |
| 7                 | Tobiáš Viskup     | 109               | Spartak Myjava    |
| 10                | Ivan Zeljković    | 102               | HAOK Mladost      |

| Muri vincenti | Muri vincenti      | Muri vincenti | Muri vincenti          |
| Pos.          | Nome               | Punti         | Squadra                |
| ------------- | ------------------ | ------------- | ---------------------- |
| 1             | Uroš Pavlović      | 44            | Kamnik                 |
| 2             | Daniel Aponzá      | 36            | Kamnik                 |
| 3             | Michal Zeman       | 31            | Spartak Myjava         |
| 4             | Janž Janez Kržič   | 27            | Maribor                |
| 5             | Pedro Santos       | 26            | Mursa Osijek           |
| 6             | Raphaël Viens      | 24            | Raiffeisen Waldviertel |
| 7             | Miha Fink          | 20            | Maribor                |
| 7             | Lampros Pitakoudīs | 20            | Aich/Dob               |
| 9             | Danijel Koncilja   | 19            | ACH Volley             |
| 9             | Nemanja Mašulović  | 19            | ACH Volley             |

| Battute vincenti | Battute vincenti   | Battute vincenti | Battute vincenti       |
| Pos.             | Nome               | Punti            | Squadra                |
| ---------------- | ------------------ | ---------------- | ---------------------- |
| 1                | Danijel Koncilja   | 21               | ACH Volley             |
| 2                | Filip Šestan       | 17               | ACH Volley             |
| 3                | Connor McConnel    | 16               | Maribor                |
| 4                | Nicholas Butler    | 15               | Aich/Dob               |
| 5                | Rok Bračko         | 14               | Maribor                |
| 5                | Marek Gergely      | 14               | Spartak Komárno        |
| 5                | Johannes Kratz     | 14               | Aich/Dob               |
| 5                | Tobiáš Viskup      | 14               | Spartak Myjava         |
| 9                | Daan Streutker     | 13               | Raiffeisen Waldviertel |
| 10               | Matej Kök          | 12               | ACH Volley             |
| 10               | Stanislav Lyzanec′ | 12               | Mursa Osijek           |
| 10               | Nik Mujanović      | 12               | Kamnik                 |
| 10               | Pedro Santos       | 12               | Mursa Osijek           |
| 10               | Danilo Vuković     | 12               | Mursa Osijek           |